# Państwowa Komisja Bezpieczeństwa
Państwowa Komisja Bezpieczeństwa – organ koordynujący działania aparatu bezpieczeństwa przeciwko tzw. reakcyjnemu podziemiu. Nadzorowała połączone akcje jednostek Wojska Polskiego, Korpusu Bezpieczeństwa Wewnętrznego, Wojsk Ochrony Pogranicza, Ministerstwa Bezpieczeństwa Publicznego, Milicji Obywatelskiej i Ochotniczej Rezerwy Milicji Obywatelskiej.
Powołana z inicjatywy Biura Politycznego Polskiej Partii Robotniczej w marcu 1946 dla przeprowadzenia i ochrony referendum ludowego. Na czele komisji stanął minister obrony narodowej Michał Rola-Żymierski, w jego skład weszli: minister Bezpieczeństwa Wewnętrznego Stanisław Radkiewicz, komendant główny MO Franciszek Jóźwiak, dowódca KBW Bolesław Kieniewicz. Obszar Polski Ludowej podzielono na 14 stref bezpieczeństwa, powołując w nich wojewódzkie komisje bezpieczeństwa, w skład których każdorazowo wchodził przedstawiciel wojska, szef miejscowego Wojewódzkiego Urzędu Bezpieczeństwa Publicznego, komendant MO oraz dowódca jednostki KBW. W sumie do walki z podziemiem zwanym wówczas reakcyjnym zmobilizowano ok. 180 tysięcy żołnierzy i milicjantów, wspieranych przez 50 tysięcy członków ORMO.
20 kwietnia 1947 komisja powołała Grupę Operacyjną „Wisła” do walki z oddziałami Ukraińskiej Powstańczej Armii, a w listopadzie wydała Wytyczne operacyjne do walki z bandytyzmem w okresie zimowym 1947–1948.